# Quenelle
La quenelle, derivata dal termine tedesco "Knödel" che significa "gnocco", è una pietanza tradizionale francese caratterizzata da una forma ovale. È composta da una miscela di crema di pesce, pollo o carne, talvolta arricchita con molliche di pane e legata con uova.
Le quenelle possono essere preparate anche in versione vegetariana o semplicemente con gli ingredienti di base. Solitamente, vengono bollite per una cottura uniforme. In passato, le quenelle erano spesso utilizzate come guarnizione in alta cucina, ma più recentemente sono state proposte come piatto principale a sé stante.
Il termine "quenelle" può anche riferirsi a preparazioni modellate a forma ovale, come ad esempio quelle realizzate con gelato, sorbetto o purè di patate. Questo utilizzo deriva dalla forma originale delle quenelle, che era caratterizzata da una combinazione di uova e carne.
Le quenelle rappresentano un elemento distintivo della cucina francese e sono apprezzate per la loro forma elegante e il sapore ricco. Sono spesso servite con salse o condimenti vari, come salsa di gamberi o salsa di funghi, per arricchirne ulteriormente il gusto. La loro versatilità e il loro aspetto attraente le rendono una scelta popolare sia in contesti gastronomici sofisticati che in preparazioni più semplici.